# Maria Bartkowski
Maria Bartkowski (25 giugno 1985) è una schermitrice tedesca, specializzata nel fioretto. Ha vinto una medaglia di bronzo ai Campionati mondiali di scherma.